# Hamid Farrokhnezhad
Hamid Farrokhnezhad (en persa: حمید فرخ‌نژاد‎) (nacido el 17 de abril de 1969) es un actor, escritor y director iraní. Se graduó como Director de teatro en el Departamento de Bellas Artes de la Universidad de Teherán. Su tesis práctica se basó en la obra Él Dijo que Sí del dramaturgo Bertolt Brecht y su tesis teórica fue titulada Teatro en el Oriente
Ganó sus dos primeros Crystal Simorgh, un notable premio en el cine iraní, que se entrega anualmente en el Festival de Cine de Fayr, por Aroos-e Atash (La Novia del Fuego), en las categorías actuación de reparto y escritura de guion. Su segundo premio fue en 2013 por actuar en Esterdad.

## Carrera
Comenzó su carrera como estudiante de teatro y realizó algunos cortometrajes. Después de actuar en Dar Kooche-haye Eshgh del director Cosroes Sinaí tuvo la oportunidad de interpretar un papel en otra película de Sinaí, Aroos-e Atash (Novia de fuego) que le valió premios en el Festival de Cine de Fayr, Karlovy Vary International Film Festival y Khane-ye Cinema award. Obtuvo papeles en tres películas de Sinaí, y ha trabajado con notables directores iraníes como Ebrahim Hatamikia, Asghar Farhadi y Bahram Beyzayi.
También ganó popularidad en la televisión después de actuar el personaje de un fantasma llamado "Hasan Golab" en una serie dirigida por Ebrahim Hatamikia.

## Filmografía

### Como actor
| Año  | Filme                                       | Rol              | Director                   |
| ---- | ------------------------------------------- | ---------------- | -------------------------- |
| 1991 | Dar Kooche-haye Eshgh                       |                  | Khosrow Sinai              |
| 2000 | Aroos-e Atash                               | Farhan           | Khosrow Sinai              |
| 2002 | Low Heights                                 | Ghasem           | Ebrahim Hatamikia          |
| 2004 | Tab                                         |                  | Reza karimi                |
| 2004 | Be Rang-e-Arghavan                          | Behzad           | Ebrahim Hatamikia          |
| 2005 | Big Drum Under Left Foot                    | "Hafez           | Kazem Ma'soumi             |
| 2006 | Sahne-ye Jorm, Voroud Mamnou'               | Maj. Parsa       | Ebrahim Sheibani           |
| 2006 | Fireworks Wednesday                         | Morteza          | Asghar Farhadi             |
| 2008 | Haghighat-e Gomshodeh                       | Dr. Kia          | Mohammad Ahmadi            |
| 2008 | Atashkar                                    | Sohrab           | Mohsen Amiryoussefi        |
| 2008 | Hareem                                      | Maj. Mohebbi     | Reza Khatibi               |
| 2008 | Shab-e Vaghe'e                              | Daryagholi       | Shahram Asadi              |
| 2009 | Poosteh                                     | Saeed            | Mostafa Al-e Ahmad         |
| 2009 | Bidari-e Royaha                             | hermano de Ayub  | Mohammad Ali Bashe Ahangar |
| 2009 | Democracy Tou Rouze Roshan                  | Sotudeh          | Ali Atshani                |
| 2010 | Shokolat-e Dagh                             |                  | Hamed Kolahdari            |
| 2010 | Dar Entezare Mojezeh                        | Amir             | Rasul Sadr Ameli           |
| 2010 | Mohammad                                    | Abu sufyan       | Majid Majidi               |
| 2011 | Gasht-e Ershad                              | Haj Abbas        | Saeed Soheili              |
| 2012 | Zendegi-e Khosusi-e Agha va Khanom-e Mim    | Mohsen Mehrad    | Rouhollah Hejazi           |
| 2012 | Parinaaz                                    | Zakaria          | Bahram Bahramian           |
| 2012 | Esterdad                                    | Faramarz Takin   | Ali Ghaffari               |
| 2012 | The Wedlock                                 | Mansour Mahmoodi | Ruhollah Hejazi            |
| 2012 | Besharat be yek shahrvand-e Hezareye Sevvom | Detective        | Mohammad Hadi Karimi       |
| 2013 | Mordan be Vaght-e Shahrivar                 | Alireza          | Hatef Alimardani           |
| 2013 | Parvaz-e Zanburha                           |                  | Hamed Amrayi               |
| 2015 | Yasin                                       | Mahmoud          | Hamed Amrayi               |
| 2015 | Moshkel-e Giti                              | Iraj             | Bahram Kazemi              |
| 2016 | Khoob, Bad, Jelf                            | Mayor Shademan   | Peiman Ghasemkhani         |
| 2016 | Gasht 2                                     | Haj Abbas        | Saeed Soheili              |
| 2017 | Bi hesab                                    | Mohsen           | Mostafa Ahmadi             |
| 2018 | Latari                                      | Morteza          | Mohammad Hossein Mahdavian |
| 2018 | Tegzas                                      | tío Hushang      | Masoud Atyabi              |
| 2018 | Ma shoma ra doost darim khanom-e Yaya       | Morteza          | Abdolreza Kahani           |
| 2018 | Symphony No. 9                              |                  | Mohammad Reza Honarmand    |

### Escritor, director y productor
- Kooche-ye Payeez -1998 - Gerente de Producción - Dir. Cosroes Sinaí
- Aroos-e Atash - 2000 - Guionista - Dir. Cosroes Sinaí
- Safar-e Sorkh - 2001 - Guionista y Director

### Teatro
- 2004 - Shab-e Hezaroyekom (1001 noches) - Director Bahram Beyzayi

## Premios
- Crystal Simorgh: Mejor actor de reparto por Aroos-e Atash en el 18 Festival Internacional de Cine de Fayr
- Crystal Simorgh: Mejor guion por Aroos-e Atash en el 18 Festival Internacional de Cine de Fayr
- 35 Karlovy Vary International Film Festival premio al mejor actor por Aroos-e Atash[9]
- El premio actor iraní del año de la Revista Cine en 2002 y 2003
- Premio a mejor Actor por Tab Bozorg Zir-e Pay e Cap en el 27 Festival de Cine de Moscú en 2005[10]
- Crystal Simorgh: Mejor actor de reparto por Esterdad en 31 Festival Internacional de Cine de Fayr